# Fenerbahçe Spor Kulübü 2017-2018 (pallavolo maschile)
Questa voce raccoglie le informazioni riguardanti il Fenerbahçe Spor Kulübü nelle competizioni ufficiali della stagione 2017-2018.

## Organigramma societario
Area direttiva
- Presidente: Aziz Yıldırım

Area tecnica
- Allenatore: Veljko Bašič
- Allenatore in seconda: Kerem Eryılmaz
- Scoutman: Ali Yılmaz

## Rosa
| N° | Nome              | Ruolo | Data di nascita   | Nazionalità sportiva |
| -- | ----------------- | ----- | ----------------- | -------------------- |
| 1  | Selçuk Keskin     | P     | 15 gennaio 1982   | Turchia              |
| 2  | Oğulcan Yatgın    | P     | 28 aprile 1997    | Turchia              |
| 4  | Ahmet Büyükgöz    | S     | 1º giugno 2000    | Turchia              |
| 5  | Alen Šket         | S/O   | 28 marzo 1988     | Slovenia             |
| 6  | Guillaume Quesque | S     | 29 aprile 1989    | Francia              |
| 7  | Anıl Durgut       | S     | 25 giugno 1997    | Turchia              |
| 8  | Jurij Hladyr      | C     | 8 luglio 1984     | Polonia              |
| 9  | Resul Tekeli      | C     | 16 settembre 1986 | Turchia              |
| 10 | Burak Hazırol     | L     | 10 marzo 1991     | Turchia              |
| 11 | Halil Dolaşık     | S     | 10 aprile 1996    | Turchia              |
| 12 | Bertuğ Öndeş      | O     | 26 ottobre 1996   | Turchia              |
| 13 | Oğuzhan Karasu    | C     | 16 giugno 1995    | Turchia              |
| 15 | Metin Toy         | O     | 3 maggio 1994     | Turchia              |
| 16 | Ferhat Akdeniz    | C     | 26 ottobre 1986   | Turchia              |
| 17 | İzzet Ünver       | S     | 1º gennaio 1992   | Turchia              |
| 18 | Ahmet Karataş     | L     | 31 marzo 1991     | Turchia              |

## Statistiche

### Statistiche di squadra
| Competizione     | Punti | In casa | In casa | In casa | In trasferta | In trasferta | In trasferta | Totale | Totale | Totale |
| Competizione     | Punti | G       | V       | P       | G            | V            | P            | G      | V      | P      |
| ---------------- | ----- | ------- | ------- | ------- | ------------ | ------------ | ------------ | ------ | ------ | ------ |
| Efeler Ligi      | 47,7  | 16      | 12      | 4       | 14           | 6            | 8            | 30     | 18     | 12     |
| Coppa di Turchia | -     | 1       | 1       | 0       | 1            | 1            | 0            | 3      | 2      | 1      |
| Supercoppa turca | -     | -       | -       | -       | -            | -            | -            | 1      | 1      | 0      |
| Champions League | 0     | 4       | 1       | 3       | 4            | 1            | 3            | 8      | 2      | 6      |
| Totale           | -     | 21      | 14      | 7       | 19           | 8            | 11           | 42     | 23     | 19     |

G = partite giocate; V = partite vinte; P = partite perse

### Statistiche dei giocatori
| Giocatore   | Efeler Ligi | Efeler Ligi | Efeler Ligi | Efeler Ligi | Efeler Ligi | Coppa di Turchia | Coppa di Turchia | Coppa di Turchia | Coppa di Turchia | Coppa di Turchia | Supercoppa turca | Supercoppa turca | Supercoppa turca | Supercoppa turca | Supercoppa turca | Champions League | Champions League | Champions League | Champions League | Champions League | Totale | Totale | Totale | Totale | Totale |
| Giocatore   | P           | PT          | AV          | MV          | BV          | P                | PT               | AV               | MV               | BV               | P                | PT               | AV               | MV               | BV               | P                | PT               | AV               | MV               | BV               | P      | PT     | AV     | MV     | BV     |
| ----------- | ----------- | ----------- | ----------- | ----------- | ----------- | ---------------- | ---------------- | ---------------- | ---------------- | ---------------- | ---------------- | ---------------- | ---------------- | ---------------- | ---------------- | ---------------- | ---------------- | ---------------- | ---------------- | ---------------- | ------ | ------ | ------ | ------ | ------ |
| F. Akdeniz  | 18          | 47          | 37          | 9           | 1           | 3                | 24               | 12               | 8                | 4                | 1                | 2                | 1                | 1                | 0                | 5                | 19               | 11               | 7                | 1                | 27     | 92     | 61     | 25     | 6      |
| A. Büyükgöz | 4           | 6           | 3           | 1           | 2           | 0                | 0                | 0                | 0                | 0                | 0                | 0                | 0                | 0                | 0                | 0                | 0                | 0                | 0                | 0                | 4      | 6      | 3      | 1      | 2      |
| A. Durgut   | 0           | 0           | 0           | 0           | 0           | -                | -                | -                | -                | -                | -                | -                | -                | -                | -                | -                | -                | -                | -                | -                | 0      | 0      | 0      | 0      | 0      |
| H. Dolaşık  | 0           | 0           | 0           | 0           | 0           | -                | -                | -                | -                | -                | -                | -                | -                | -                | -                | -                | -                | -                | -                | -                | 0      | 0      | 0      | 0      | 0      |
| B. Hazırol  | 15          | 0           | 0           | 0           | 0           | 1                | 0                | 0                | 0                | 0                | 1                | 0                | 0                | 0                | 0                | 3                | 0                | 0                | 0                | 0                | 20     | 0      | 0      | 0      | 0      |
| J. Hladyr   | 29          | 298         | 170         | 67          | 61          | 2                | 17               | 14               | 2                | 1                | 1                | 6                | 5                | 1                | 0                | 7                | 49               | 30               | 8                | 11               | 39     | 370    | 219    | 78     | 73     |
| O. Karasu   | 4           | 10          | 4           | 4           | 2           | 2                | 8                | 4                | 4                | 0                | 0                | 0                | 0                | 0                | 0                | 2                | 1                | 1                | 0                | 0                | 8      | 19     | 9      | 8      | 2      |
| A. Karataş  | 30          | 0           | 0           | 0           | 0           | 3                | 0                | 0                | 0                | 0                | 1                | 0                | 0                | 0                | 0                | 8                | 0                | 0                | 0                | 0                | 42     | 0      | 0      | 0      | 0      |
| S. Keskin   | 29          | 69          | 32          | 33          | 4           | 3                | 10               | 2                | 6                | 2                | 1                | 2                | 0                | 0                | 2                | 6                | 16               | 6                | 7                | 3                | 39     | 97     | 40     | 46     | 11     |
| B. Öndeş    | 13          | 52          | 43          | 3           | 6           | 2                | 3                | 3                | 0                | 0                | 0                | 0                | 0                | 0                | 0                | 3                | 10               | 9                | 1                | 0                | 18     | 65     | 55     | 4      | 6      |
| G. Quesque  | 25          | 210         | 181         | 27          | 2           | 3                | 25               | 25               | 0                | 0                | 1                | 14               | 13               | 1                | 0                | 8                | 76               | 62               | 13               | 1                | 37     | 325    | 281    | 41     | 3      |
| A. Šket     | 30          | 398         | 318         | 27          | 53          | 3                | 34               | 29               | 2                | 3                | 1                | 20               | 17               | 2                | 1                | 8                | 74               | 60               | 4                | 10               | 42     | 526    | 424    | 35     | 67     |
| R. Tekeli   | 27          | 148         | 85          | 47          | 16          | 0                | 0                | 0                | 0                | 0                | 1                | 7                | 4                | 2                | 1                | 8                | 34               | 23               | 7                | 4                | 36     | 189    | 112    | 56     | 21     |
| M. Toy      | 28          | 409         | 347         | 34          | 28          | 3                | 35               | 30               | 3                | 2                | 1                | 18               | 14               | 1                | 3                | 8                | 96               | 83               | 6                | 7                | 40     | 558    | 474    | 44     | 40     |
| İ. Ünver    | 25          | 83          | 66          | 11          | 6           | 2                | 11               | 11               | 0                | 0                | 0                | 0                | 0                | 0                | 0                | 6                | 16               | 15               | 1                | 0                | 33     | 110    | 92     | 12     | 6      |
| O. Yatgın   | 24          | 16          | 6           | 8           | 2           | 2                | 3                | 2                | 0                | 1                | 1                | 0                | 0                | 0                | 0                | 7                | 7                | 3                | 2                | 2                | 34     | 26     | 11     | 10     | 5      |

P = presenze; PT = punti totali; AV = attacchi vincenti; MV = muri vincenti; BV = battute vincenti